# Baník Ostrava
Der FC Baník Ostrava ist einer der populärsten Fußballvereine Tschechiens. Der 1922 gegründete Verein aus Ostrava (Ostrau) wurde zwischen 1976 und 1981 dreimal tschechoslowakischer und 2004 erstmals tschechischer Fußballmeister. Insgesamt fünfmal, zuletzt 2005, gewann Ostrau den tschechoslowakischen bzw. tschechischen Fußballpokal. Größter internationaler Erfolg war 1979 das Erreichen des Halbfinales im Europapokal der Pokalsieger, während 2004 in der Qualifikationsrunde der erstmalige Einzug in die UEFA Champions League misslang.
Nach Slovan Liberec (2002) wurde Baník Ostrau im Jahr 2004 als zweite Nichtprager Mannschaft Meister der 1993 neu gegründeten tschechischen Fußballliga. Zusammen mit dem anschließenden Pokalerfolg im Jahr 2005 konnte Ostrau somit erstmals seit fast 25 Jahren wieder an die erfolgreichen Zeiten der 1970er Jahre anknüpfen.
Heimische Spielstätte war von 1959 bis 2015 das rund 10.000 Zuschauer fassende Stadion Bazaly. Da es abgerissen wird, zog Banik in das Městský stadion – Vítkovice Aréna mit etwa 13.000 Plätzen um.

## Geschichte

### Anfänge
Baník Ostrava wurde am 8. September 1922 im Restaurant U Dubu als SK Slezská Ostrava gegründet. Slezská Ostrava war zu diesem Zeitpunkt die größte Bergbaustadt der Tschechoslowakei. Der Verein hatte 20 meist wenig bemittelte Gründungsmitglieder, erster Vorsitzender war Karel Aniol. Zunächst spielte die Mannschaft in rot-weiß-gestreiften Hemden und schwarzen Hosen, wechselte aber nach kurzer Zeit zu weißen Hemden und blauen Hosen, den heutigen Vereinsfarben.
Das erste Spiel des neuen Klubs wurde am 4. März 1923 ausgetragen. Eine Viertelstunde vor Schluss führte das Team gegen die Reservemannschaft von Slovan Ostrava mit 2:1 als das Spiel wegen Einbruch der Dunkelheit abgebrochen wurde.

### Weg in die Staatsliga
Bis 1925 hatte der SK Slezská Ostrava keinen eigenen Platz, den er schließlich in der Lokalität Na Kamenici am Fluss Ostravice unweit des heutigen Stadions fand. Das Fußballfeld war strenggenommen jedoch irregulär, außerdem fehlte eine Umzäunung. Schon in seiner ersten Saison gelang der Mannschaft der Aufstieg aus der III. třída in die II. třída und 1924 gleich weiter in die I. třída in der man mit wechselndem Erfolg spielte, 1930 jedoch absteigen musste. Der Wiederaufstieg gelang 1932, 1934 feierte man in Slezská Ostrava den Aufstieg in die Divize, die damals zweithöchste Spielklasse. Damit wurde auch der Bau eines neuen Platzes nötig, der die Bezeichnung Stará střelnice trug. Das erste Spiel fand dort am 12. August 1934 statt, der SK Slezská Ostrava trennte sich in einem Freundschaftsspiel vom DSV Troppau 2:2 unentschieden. Sechs Tage später fand die offizielle Einweihung mit einem Spiel gegen DSK Unie Ostrava statt.
Die Divize brachte professionellere Strukturen mit sich. Der Klub verpflichtete mit Fischer und Jokutti zwei Spieler aus Österreich, das Derby 1935/36 gegen Ostravská Slavia sahen 5.400 Zuschauer. Nach zwei Vizemeisterschaften gewann die Mannschaft die Divize und belegte auch in der Relegation zur Staatsliga den ersten Platz.
Seine Premiere in der höchsten tschechoslowakischen Spielklasse feierte der SK Slezská Ostrava am 22. August 1937, der 1. ČsŠK Bratislava wurde mit 4:1 besiegt. Die Spielzeit der Zwölferliga beendete das Team auf dem zehnten Platz, in der Folgesaison wurde es Siebter. Ein Jahr später folgte bedingt durch den letzten Tabellenplatz der Abstieg, der sofortige Wiederaufstieg scheiterte am in der Saison 1940/41 übermächtigen SK Olomouc ASO. Schon in der kommenden Spielzeit sicherte sich die Mannschaft die Meisterschaft, scheiterte jedoch in der Relegation. 1943 klappte es, die Relegation war weggefallen, mit der Rückkehr in die 1. Liga des von 1939 bis 1945 bestehenden Reichsprotektorats Böhmen und Mähren. Das Spiel gegen Slavia Prag der Spielzeit 1943/44 sahen 33.000 Zuschauer und sorgten damit für einen neuen Rekord. Die letzte Saison vor der kriegsbedingten Unterbrechung beendete die Mannschaft aus Ostrava auf dem siebten Rang.

### Die 1950er und 1960er Jahre
Nach dem Februarumsturz der Kommunistischen Partei im Februar 1948, wurde der Verein zunächst in Sokol Trojice Ostrava, später in Trojice OKD Ostrava umbenannt. Als Trägerbetrieb fungierte dabei das Hüttenkombinat Ostravsko-karvinské doly, kurz OKD. In diesen Wirren stieg die Mannschaft 1949 aus der 1. Liga, schaffte aber 1951 den Wiederaufstieg. Mit der Einführung einheitlicher Vereinsnamen 1953 änderte sich die Vereinsbezeichnung in Baník Ostrava.
In der Saison 1954 wurde Baník Vizemeister, Miroslav Wiecek, Torschützenkönig der Liga in den Jahren 1952, 1956, 1957 und 1958 erzielte in diesem Jahr sieben Treffer. Um internationalen Austausch bemüht reiste die Mannschaft 1957 nach England, nachdem sie schon ein Jahrzehnt zuvor in Frankreich und Algerien gewesen war. Gegen den FC Everton, Leeds United und Brighton & Hove Albion gab es Niederlagen, lediglich der FC Millwall konnte mit 5:3 besiegt werden.
Im so genannten Rappan-Cup 1961/62 setzte sich Baník Ostrava in der Gruppe gegen den SC Motor Jena, den VfL Osnabrück sowie den Grazer AK durch. Nachdem im Viertelfinale der schwedische Vertreter Örgryte IS ausgeschaltet werden konnte, war in der Runde der letzten Vier gegen Feyenoord Rotterdam Endstation.
Mitte der 1960er kam es zu einem Umbruch in der Mannschaft, der schließlich in den vorerst letzten Abstieg in der Vereinsgeschichte führte. Umgehend stieg Baník wieder auf und seitdem nie wieder ab.

### Nationale und internationale Erfolge
Den ersten Titel gewann die Mannschaft 1972/73, indem sie sich das Primat im tschechoslowakischen Pokalwettbewerb sicherte. Das Finalhinspiel gegen den slowakischen Pokalsieger VSS Košice verlor die Elf aus Ostrava zwar mit 1:2, ein 3:1 im Rückspiel bedeutete die Teilnahme am Europapokal der Pokalsieger 1973/74. In der ersten Runde gelangen zwei Siege gegen Cork Hibernians, in der zweiten Runde gelang ein 2:0-Heimerfolg gegen den 1. FC Magdeburg. Im Magdeburger Ernst-Grube-Stadion gewannen die Hausherren mit 3:0 und beendeten die Pokalsaison der Tschechen. Dennoch hatte die Mannschaft um den neuen Trainer Tomáš Pospíchal ihr Potential demonstriert. Im UEFA-Pokal 1974/75 schied Baník erst im Viertelfinale gegen den späteren Sieger Borussia Mönchengladbach aus.
Nach einer hervorragenden Rückrunde 1975/76 gewann Baník Ostrava die tschechoslowakische Meisterschaft, Trainer war seit der Winterpause Jiří Rubáš. Im Europapokal der Landesmeister erwies sich in der 2. Runde der FC Bayern München als zu starker Gegner. Rubáš übergab die Mannschaftsleitung nach zwei Jahren an Evžen Hadamczik, unter dem der Verein die erfolgreichste Zeit hatte. In der Spielzeit 1978/79 wurde Baník Vizemeister, gewann den tschechischen Pokal, und erreichte das Halbfinale im Europapokal der Pokalsieger, wo Fortuna Düsseldorf Endstation war (1:3 und 2:1). 1980 und 1981 gewann Baník die Meisterschaft, 1982 die Vizemeisterschaft. Bis 1983 blieb die Mannschaft in 65 Heimspielen ungeschlagen.
Mitte der 1980er war die ganz große Zeit vorbei, es kam zu einem Generationswechsel. Unter Trainer Milan Máčala reichte es 1989 und 1990 zur Qualifikation für den UEFA-Pokal. In der Saison 1990/91 gewann Baník den tschechoslowakischen Pokal. Schon in der zweiten Runde des Europapokals der Pokalsieger 1991/92 gegen Galatasaray Istanbul schied Baník Ostrava aus.
Für eine detaillierte Europacup-Statistik siehe Baník Ostrava/Zahlen und Fakten.

### Eigentümerwechsel
Nach dem Ende des kommunistischen Regimes fand der Verein Geldgeber im privatisierten OKD, der Brauerei Radegast, und dem Chemieunternehmen Moravské chemické závody, kurz MCHZ.
Zur Jahrtausendwende bekam der Verein mit Alois Hadamczik und Petr Lamich neue Eigentümer, die ihrerseits ihre Anteile an der Aktiengesellschaft FC Baník Ostrava a.s. im Januar 2003 an den ehemaligen Tennisspieler Daniel Vacek verkauften. Vacek verkaufte seinen 75-prozentigen Anteil 2009 an den Geschäftsmann Tomas Petera. Die restlichen 25 % hält der Verein.

### Meisterschafts- und Pokalgewinn
In der Saison 2003/04 gewann Baník Ostrava unter Trainer František Komňacký überraschend die tschechische Meisterschaft, in der Qualifikation zur UEFA Champions League schied die Mannschaft gegen Bayer 04 Leverkusen aus. Wichtige Spieler der Meistermannschaft waren Jan Laštůvka, Pavel Besta, René Bolf, Zdeněk Pospěch, Martin Čížek, Radek Slončík, Radoslav Látal, Miroslav Matušovič, Mario Lička und Marek Heinz.
In der Folgesaison wurde das Team tschechischer Pokalsieger, im UEFA-Pokal 2005/06 war nach einem 2:0 und 0:5 gegen den niederländischen Vertreter SC Heerenveen schon in der ersten Runde Schluss.

## Zahlen und Fakten
Für eine Auflistung aller bisherigen Trainer siehe Baník Ostrava/Zahlen und Fakten.

## Erfolge
- Tschechoslowakischer Meister: 1976, 1980, 1981.
- Tschechischer Meister: 2004.
- Tschechoslowakischer Pokalsieger: 1973, 1978, 1991.
- Tschechischer Pokalsieger: 1973, 1978, 1979, 1991, 2005.
- Mitropapokal: 1989
- Mitropa-Supercup: 1989
- UEFA-Pokal: Viertelfinalist 1975.
- Europapokal der Pokalsieger: Halbfinalist 1979.

## Stadion
Von 1925 bis 1934 spielte der SK Slezská Ostrava auf dem Platz Na Kamenici am Fluss Ostravice unweit des Stadions Bazaly. Danach diente das Stadion Stará střelnice (deutsch: Am alten Schießplatz) bis 1959 als Heimspielstätte. In diesem Jahr wurde das Stadion Na Bazalech fertiggestellt. Dabei zog die alte Tribüne des Stará střelnice in das neue Stadion um. Sie wurde 1967 abgerissen und durch eine Stahltribüne ersetzt.
Seit der Saison 2009/10 müssen alle tschechischen Erstligastadien mit einer Rasenheizung ausgestattet sein. Aufgrund der Untergrundstruktur des Bazaly ist die Installation nicht sinnvoll, weshalb der Verein den Umzug in das 2010 fertiggestellte Národně sportovní centrum Morava, kurz NSCM, geplant hatte. Dieses Stadion entstand anstelle des städtischen Stadions im Stadtteil Vítkovice. Baník Ostrava konnte aber in seinem Stadion verbleiben. Zur Saison 2013/14 wurde die Kapazität des Stadions nach Krawallen bei Heimspielen von Baník Ostrava auf 10.039 Plätze begrenzt.
Nach der Saison 2014/15 kam das Ende für das Bazaly. Am 30. Mai 2015 fand das letzte offizielle Spiel im Stadion gegen den FK Dukla Prag (1:1) statt. Nach 56 Jahren und 819 Partien zieht Banik in das Městský stadion – Vítkovice Aréna mit 13.375 Plätzen um.

## Aktueller Mannschaftskader 2024/25
Stand: 19. Januar 2025
| Nr. |            | Position | Name            |
| --- | ---------- | -------- | --------------- |
| 5   | Tschechien | MF       | Jiří Bula       |
| 6   | Tschechien | AB       | Michal Fukala   |
| 7   | Tschechien | AB       | Karel Pojezný   |
| 9   | Tschechien | ST       | David Buchta    |
| 10  | Tschechien | MF       | Matěj Šín       |
| 12  | Slowakei   | MF       | Tomáš Rigo      |
| 13  | Tschechien | MF       | Samuel Grygar   |
| 14  | Tschechien | MF       | Radim Šudák     |
| 15  | Ghana      | AB       | Patrick Kpozo   |
| 17  | Tschechien | AB       | Michal Frydrych |
| 18  | Kamerun    | MF       | Roan Nogha      |
| 19  | Tschechien | AB       | David Lischka   |
| 23  | Mali       | ST       | Issa Fomba      |
| 24  | Tschechien | AB       | Jan Juroška     |

| Nr. |             | Position | Name                 |
| --- | ----------- | -------- | -------------------- |
| 25  | Deutschland | MF       | Dennis Owusu         |
| 28  | Tschechien  | ST       | Filip Kubala         |
| 30  | Slowakei    | TW       | Dominik Holec        |
| 31  | Danemark    | AB       | Alexander Munksgaard |
| 32  | Brasilien   | ST       | Ewerton              |
| 33  | Slowakei    | ST       | Erik Prekop          |
| 37  | Tschechien  | AB       | Matěj Chaluš         |
| 41  | Tschechien  | TW       | Mikuláš Kubný        |
| 66  | Slowakei    | MF       | Matúš Rusnák         |
| 95  | Tschechien  | MF       | Daniel Holzer        |
|     | Tschechien  | ST       | Tomáš Zlatohlávek    |
|     | Tschechien  | MF       | Michal Kohút         |
|     | Tschechien  | MF       | Lukáš Cienciala      |
|     | Tschechien  | ST       | David Látal          |

## Trainer
- Ferenc Szedlacsek (1956–1958)
- Milan Máčala (1986–1990)

## Spieler
- Miroslav Wiecek (1942–1947) Jugend, (1947–1964) Spieler,
- Václav Daněk (19??–1979) Jugend, (1979–1983, 1985–1989) Spieler,
- Rostislav Vojáček (1970–1986)
- Libor Radimec (1973–1982)
- Luděk Mikloško (1976–1980) Jugend, (1982–1989) Spieler,
- Tomáš Galásek (1979–1991) Jugend, (1991–1996, 2008) Spieler,
- Marek Poštulka (1985–1989) Jugend, (1992–1997, 1999–2000) Spieler,
- Radim Nečas (1985–1987) Jugend, (1987–1992) Spieler,
- Radek Slončík (1987–1990) Jugend, (1990–2000, 2003–2006) Spieler,
- Marek Jankulovski (1987–1994) Jugend, (1994–2000, 2011–2012) Spieler,
- Tomáš Řepka (1991–1995)
- Milan Baroš (1993–1998) Jugend, (1998–2001, 2013, 2014–2015, 2017–) Spieler,
- Václav Svěrkoš (1998–2001) Jugend, (2001–2003, 2007–2008, 2011–2015) Spieler,
- Radoslav Látal (2002–2005)
- František Rajtoral (2005–2009)

## Vereinsnamen
- 1922: SK Slezská Ostrava (Sportovní klub Slezská Ostrava)
- 1945: SK Ostrava (Sportovní klub Ostrava)
- 1948: Sokol Trojice Ostrava
- 1951: Sokol OKD Ostrava (Sokol Ostravsko-karvinské doly Ostrava)
- 1952: DSO Baník Ostrava (Dobrovolná sportovní organizace Baník Ostrava)
- 1961: TJ Baník Ostrava (Tělovýchovná jednota Baník Ostrava)
- 1970: TJ Baník Ostrava OKD (Tělovýchovná jednota Baník Ostrava Ostravsko-karvinské doly)
- 1990: FC Baník Ostrava (Football Club Baník Ostrava, a.s.)
- 1994: FC Baník Ostrava Tango (Football Club Baník Ostrava Tango, a.s.)
- 1995: FC Baník Ostrava (Football Club Baník Ostrava, a.s.)
- 2003: FC Baník Ostrava Ispat (Football Club Baník Ostrava Ispat, a.s.)
- 2005: FC Baník Ostrava (Football Club Baník Ostrava, a.s.)